# Мир искусства (социология)
Мир искусства — совокупное множество всех людей, постоянно или сиюминутно занимающихся художественным творчеством или созданием, потреблением, хранением, распространением, критикой произведений искусства. Ховард Беккер описывает его как «сообщество людей, чья совместная деятельность, организующаяся через совокупность их представлений об общепринятых приемах творчества, дает в результате такие произведения искусства, какие приняты в мире искусства» (Беккер, 1982). Сара Торнтон дает такое определение: «Широкая сеть частично перекрывающихся между собой субкультур, объединенных верой в искусство. Такие субкультуры рассредоточены по всему миру, но в культурных центрах, таких как Лондон, Лос Анджелес или Париж, их концентрация особенно высока». (Торнтон, 2008)
Термин мир искусства также употребляется для обозначения явлений и взаимодействий, происходящих между людьми, имеющими отношение к искусству.

## В музыке
Саймон Фрит (1996) описывает три мира искусства, существующих, по его мнению, в музыкальной индустрии: мир художественной музыки, мир народной музыки и мир коммерческой музыки. Тимоти Тэйлор (2004) связывает эти три мира с тремя наиболее популярными музыкальными жанрами: рок, рэп и поп, соответственно.